# Liste des ministres luxembourgeois des Finances
Au Grand-Duché de Luxembourg, le ministre des Finances est un membre du gouvernement. Le ministre des Finances est responsable du budget de l'État au Luxembourg, des comptes publics, de la fiscalité et du Trésor. Il gère aussi les politiques budgétaire, financière et économique européennes et internationales. Il supervise enfin la réglementation et le développement de la place financière luxembourgeoise et ses institutions.
La fonction est créée en 1848 sous le nom d'administrateur général des Finances. Longtemps dévolu au président du gouvernement, le 29 décembre 1953, la dénomination change pour sa forme actuelle.

## Liste des ministres des Finances
| Ministre        | Ministre            | Parti                                    | Intitulé                                   | Ministre délégué Secrétaire d'État | Ministre délégué Secrétaire d'État | Parti                                                          | Intitulé | Date de début    | Date de fin     | Gouvernement        | Chef du gouvernement |
| --------------- | ------------------- | ---------------------------------------- | ------------------------------------------ | ---------------------------------- | ---------------------------------- | -------------------------------------------------------------- | --- | ---------------- | --------------- | ------------------- | -------------------- |
|                 | Pierre Werner       | CSV                                      | Ministre des Finances et de la Force armée |                                    |                                    |                                                                | | 29 décembre 1953 | 29 mars 1958    | Bech-Bodson         | Joseph Bech          |
| 29 mars 1958    | Pierre Werner       | CSV                                      | Ministre des Finances et de la Force armée | 2 mars 1959                        | Frieden                            | Pierre Frieden                                                 | |                  |                 |                     |                      |
| CSV             | Pierre Werner       | Ministre des Finances                    | 2 mars 1959                                | 15 juillet 1964                    | Werner-Schaus I                    | Pierre Werner                                                  | |                  |                 |                     |                      |
| CSV             | Pierre Werner       | Ministre du Trésor                       | 15 juillet 1964                            | 1er février 1969                   | Werner-Cravatte                    | Pierre Werner                                                  | |                  |                 |                     |                      |
| CSV             | Pierre Werner       | Ministre des Finances                    |                                            | Jacques Santer                     | CSV                                | Pierre Werner                                                  | Secrétaire d’État au ministère d’État | 1er février 1969 | 15 juin 1974    | Werner-Schaus II    |                      |
|                 | Raymond Vouel       | Ministre des Finances                    | LSAP                                       |                                    |                                    |                                                                | | 15 juin 1974     | 21 juillet 1976 | Thorn-Vouel-Berg    | Gaston Thorn         |
|                 | Jacques Poos        | Ministre des Finances                    | LSAP                                       | 21 juillet 1976                    | 16 juillet 1979                    |                                                                | |                  |                 | Thorn-Vouel-Berg    | Gaston Thorn         |
|                 | Jacques Santer      | CSV                                      | Ministre des Finances                      |                                    | Ernest Muhlen                      | CSV                                                            | Secrétaire d’État aux Finances puis Ministre de l’Agriculture, de la Viticulture et des Eaux et Forêts, chargé de missions spéciales auprès du Département du trésor | 16 juillet 1979  | 20 juillet 1984 | Werner-Thorn-Flesch | Pierre Werner        |
|                 | Jacques Santer      | CSV                                      | Ministre des Finances                      | Jean-Claude Juncker                | CSV                                | Ministre délégué au Département des finances, chargé du Budget | 20 juillet 1984 | 14 juillet 1989  | Santer-Poos I   | Jacques Santer      |                      |
|                 | Jacques Poos        | LSAP                                     | Ministre du Trésor                         | Jean-Claude Juncker                | CSV                                | Ministre délégué au Département des finances, chargé du Budget | 20 juillet 1984 | 14 juillet 1989  | Santer-Poos I   | Jacques Santer      |                      |
|                 | Jacques Santer      | CSV                                      | Ministre du Trésor                         |                                    |                                    |                                                                | | 14 juillet 1989  | 13 juillet 1994 | Jacques Santer      | Santer-Poos II       |
|                 | Jean-Claude Juncker | CSV                                      | Ministre des Finances                      |                                    |                                    |                                                                | | 14 juillet 1989  | 13 juillet 1994 | Jacques Santer      | Santer-Poos II       |
|                 | Jacques Santer      | CSV                                      | Ministre du Trésor                         | 13 juillet 1994                    | 20 janvier 1995                    | Santer-Poos III                                                | |                  |                 | Jacques Santer      |                      |
|                 | Jean-Claude Juncker | CSV                                      | Ministre des Finances                      | 13 juillet 1994                    | 20 janvier 1995                    | Santer-Poos III                                                | |                  |                 | Jacques Santer      |                      |
| CSV             | Jean-Claude Juncker | Ministre des Finances Ministre du Trésor | 20 janvier 1995                            | 26 janvier 1995                    | Juncker-Poos I                     | Jean-Claude Juncker                                            | |                  |                 |                     |                      |
| CSV             | Jean-Claude Juncker | Ministre des Finances                    | 26 janvier 1995                            | 7 août 1999                        | Juncker-Poos II                    | Jean-Claude Juncker                                            | |                  |                 |                     |                      |
|                 | Marc Fischbach      | CSV                                      | 26 janvier 1995                            | Ministre du Budget                 | Juncker-Poos II                    | Jean-Claude Juncker                                            | 30 janvier 1998 |                  |                 |                     |                      |
|                 | Luc Frieden         | CSV                                      | Ministre du Budget                         | 30 janvier 1998                    | Juncker-Poos II                    | Jean-Claude Juncker                                            | 7 août 1999 |                  |                 |                     |                      |
|                 | Jean-Claude Juncker | CSV                                      | Ministre des Finances                      | 7 août 1999                        | 31 juillet 2004                    | Jean-Claude Juncker                                            | Juncker-Polfer |                  |                 |                     |                      |
|                 | Luc Frieden         | CSV                                      | Ministre du Budget                         | 7 août 1999                        | 31 juillet 2004                    | Jean-Claude Juncker                                            | Juncker-Polfer |                  |                 |                     |                      |
|                 | Jean-Claude Juncker | CSV                                      | Ministre des Finances                      | 31 juillet 2004                    | 23 juillet 2009                    | Jean-Claude Juncker                                            | Juncker-Asselborn I |                  |                 |                     |                      |
|                 | Luc Frieden         | CSV                                      | Ministre du Trésor et du Budget            | 31 juillet 2004                    | 23 juillet 2009                    | Jean-Claude Juncker                                            | Juncker-Asselborn I |                  |                 |                     |                      |
|                 | Jean-Claude Juncker | CSV                                      | Ministre du Trésor                         | 23 juillet 2009                    | 4 décembre 2013                    | Jean-Claude Juncker                                            | Juncker-Asselborn II |                  |                 |                     |                      |
|                 | Luc Frieden         | CSV                                      | Ministre des Finances                      | 23 juillet 2009                    | 4 décembre 2013                    | Jean-Claude Juncker                                            | Juncker-Asselborn II |                  |                 |                     |                      |
|                 | Pierre Gramegna     | DP                                       | Ministre des Finances                      | 4 décembre 2013                    | 5 décembre 2018                    | Bettel-Schneider                                               | Xavier Bettel |                  |                 |                     |                      |
| 5 décembre 2018 | Pierre Gramegna     | DP                                       | Ministre des Finances                      | 5 janvier 2022                     | Bettel-Schneider-Braz              |                                                                | Xavier Bettel |                  |                 |                     |                      |
|                 | Yuriko Backes       | DP                                       | Ministre des Finances                      | 5 janvier 2022                     | Bettel-Schneider-Braz              | 17 novembre 2023                                               | Xavier Bettel |                  |                 |                     |                      |
|                 | Gilles Roth         | CSV                                      | Ministre des Finances                      | 17 novembre 2023                   |                                    | Frieden                                                        | Luc Frieden |                  |                 |                     |                      |